# Metro w Szanghaju

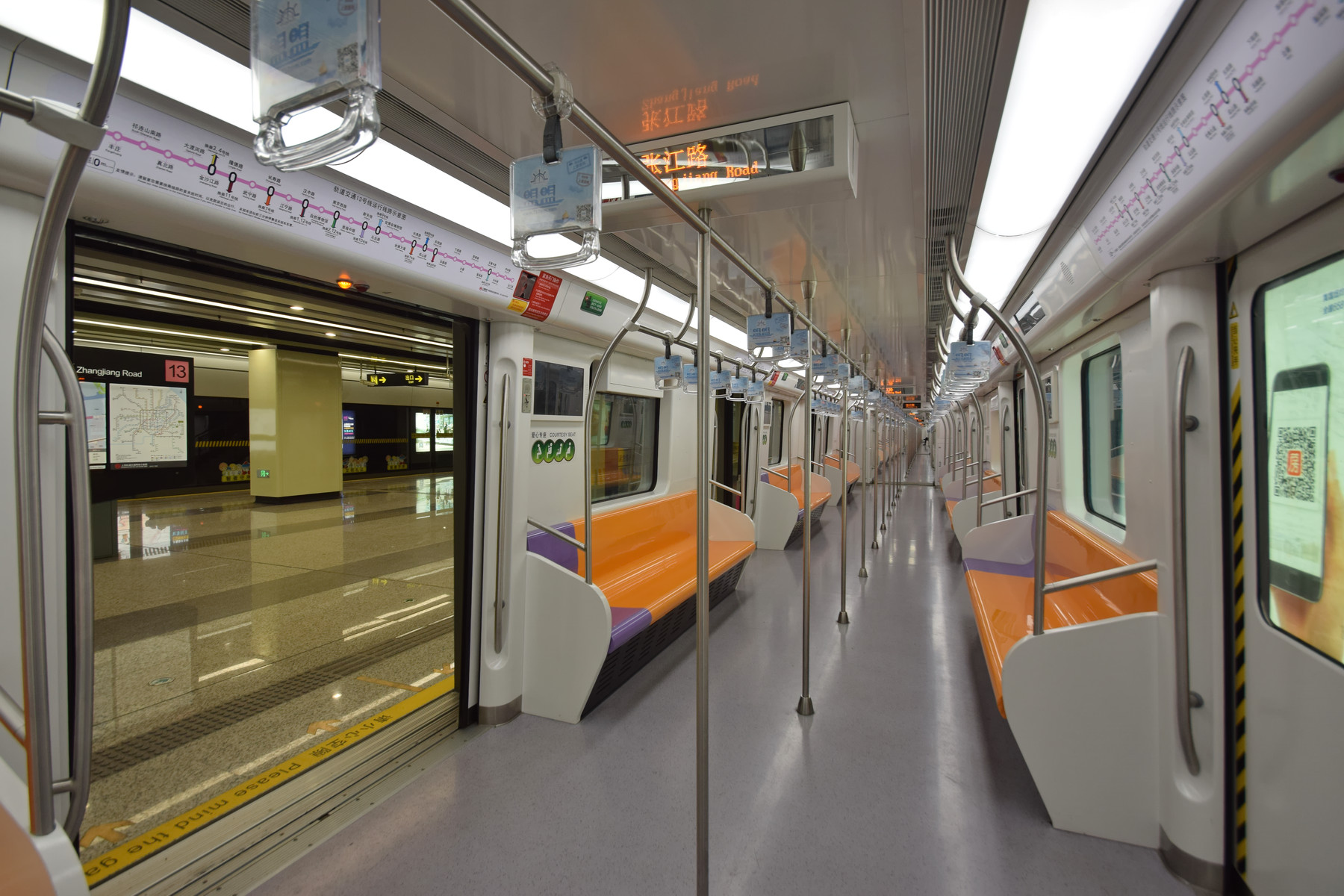
Wnętrze pociągu na linii 13

Metro w Szanghaju – system kolei podziemnej (地铁) i kolei miejskiej (轻轨) w największym mieście Chin, Szanghaju. System został otwarty w 1993 roku jako trzeci w Chinach, po Pekinie i Tiencinie. Pod koniec 2019 roku system ten miał długość 673 km i był drugą, po Pekinie, najdłuższą tego typu siecią. Z 16 linii metra w 2019 roku korzystało dziennie średnio 10,06 mln pasażerów.

## Historia

### Początki
Metro w Szanghaju zostało otwarte w 1993 roku, jako trzecie w kolejności na terenie kontynentalnych Chin. Oddano wtedy do użytku fragment części centralnej obecnej linii nr 1. W 1995 roku ukończono pozostałą część trasy i pociągi mogły kursować pomiędzy stacjami Shanghai Railway Station i Jinjiang Park, zaś w następnym roku oddano do użytku południowe rozszerzenie. Jest to najważniejsza w całym systemie linia północ-południe, przebiegająca zarówno przez główny dworzec kolejowy, jak też przez Plac Ludowy, wokół którego znajdują się jedne z najważniejszych budynków w mieście. W 1999 roku oddano do użytku pierwszy odcinek linii nr 2 o długości 16,3 km, biegnący ze stacji Longyang Road na zachód, którego trasa wiedzie przez centrum finansowe ulokowane w dzielnicy Pudong oraz łączy się z linią nr 1 na Placu Ludowym. W kolejnym roku ukończono linię nr 3. W dniu 1 lipca 2003 roku, podczas prac przy budowie tunelu pod rzeką Huangpu Jiang na trasie linii nr 4, doszło do zapadnięcia gruntu, w wyniku czego zostało uszkodzonych kilka okolicznych budynków, zaś łączne szkody oszacowano na kwotę 18 milionów dolarów. Pod koniec tego samego roku oddano do użytku linię nr 5 o długości 17,2 km. W 2005 roku system metra w mieście Szanghaj po dwunastu latach od uruchomienia pierwszego fragmentu linii osiągnął długość 123 km.

### Przygotowania do Expo 2010
Po wybraniu w 2004 roku miasta Szanghaj jako gospodarza Expo 2010, podjęto decyzję o znacznym rozbudowaniu istniejącej sieci metra. Pod koniec 2007 roku ukończono linię nr 4, która wraz ze wspólnym odcinkiem z linią nr 3 obejmującym 10 stacji, utworzyła jedyną pętlę w systemie metra w mieście. W tym samym czasie oddano do użytku pierwsze odcinki linii nr 6, 8, 9 i 10. Do końca kwietnia 2010 roku rozbudowano większą część istniejących już linii, m.in. linię nr 2 wydłużono z obydwu stron do portów lotniczych – na wschód do Szanghaj-Pudong oraz na zachód do Szanghaj-Hongqiao i dworca Hongqiao, obsługującego koleje dużych prędkości. Ponadto otwarto linie nr 7 oraz nr 11 – pierwszą, na której pociągi docierały do sąsiedniej prowincji tj. do miasta Kunshan w prowincji Jiangsu. Dzięki tym działaniom długość wszystkich linii w mieście wyniosła 420 km, co spowodowało, że w maju 2010 roku system metra w Szanghaju stał się najdłuższą siecią metra na świecie.

### Dalszy rozwój
W dniu 27 września 2011 roku doszło do najpoważniejszego wypadku w metrze – w wyniku zderzenia pociągów rany odniosło 271 pasażerów. We wrześniu 2012 roku ogłoszono, że miasto dostanie dofinansowanie od rządu na rozbudowę 5 linii w wysokości ponad 2,6 miliarda dolarów. W tym samym roku ukończono linię nr 13. Pod koniec 2013 roku oddano do użytku linię nr 12 i nr 16, na której z uwagi na większe odległości między stacjami pociągi mogą osiągać prędkość do 120 km/h. W kolejnych latach rozbudowywano istniejące linie, m.in. w 2016 roku wydłużono linię nr 11 do nowo wybudowanego parku rozrywki Disneyland. Pod koniec 2017 roku otwarto linię nr 17, o długości 35 km, której ostatnia stacja mieści się przy największym jeziorze w Szanghaju – Dian Shan o powierzchni 62 km². 31 marca 2018 roku oddano do użytku w pełni automatyczną linię o nazwie Pujiang. Do końca 2020 roku planowane jest otwarcie nowych linii nr 14 i 15. W trakcie budowy jest linia nr 18 oraz linia o nazwie Chongming, o długości 43 km, której pociągi osiągające prędkość 120 km/h, będą mogły tunelem pod rzeką Jangcy dotrzeć do znajdującego się na wyspie Chongming. Długoterminowe plany budowy metra przewidują do 2035 roku łączną długość systemu na ponad 1000 km.

Rozwój metra w Szanghaju od 1993 roku

## Linie
W lutym 2020 roku metro w Szanghaju liczyło 16 linii, ponadto trwały prace nad budową kolejnych nowych linii oznaczonych numerami 14, 15, 18 i Chongming. Linie nr 3 i nr 4 współdzielą 10 stacji. Na większości linii pociągi nie pokonują całej trasy, lecz operują na konkretnych odcinkach.

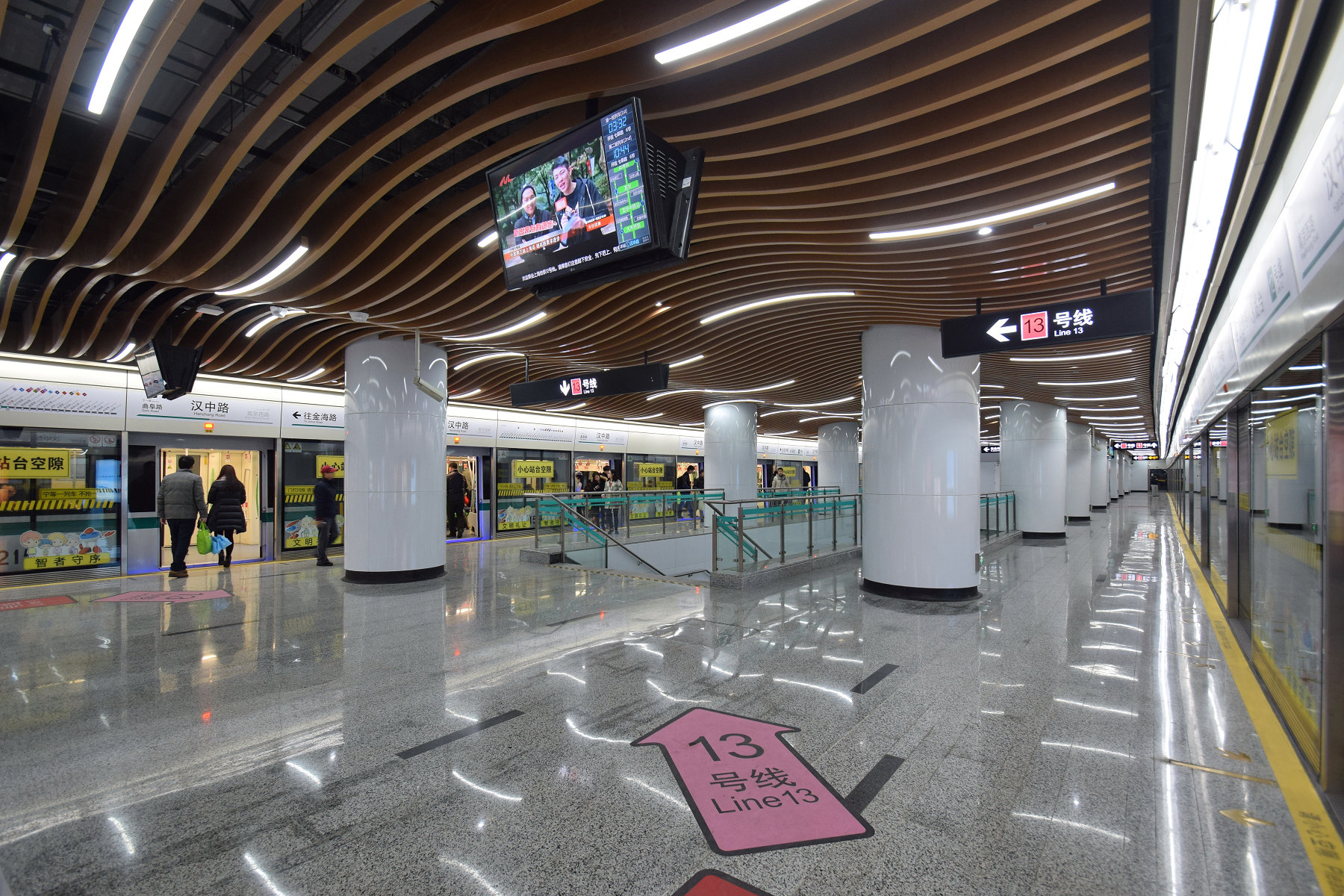
Stacja Hanzhong Road

Mapa metra w Szanghaju

| Linia   | Stacje końcowe (dzielnice)                          | Stacje końcowe (dzielnice)                                      | Data otwarcia | Ostatnia rozbudowa | Długość km | Stacje | Możliwości przesiadki                                                                    |
| ------- | --------------------------------------------------- | --------------------------------------------------------------- | ------------- | ------------------ | ---------- | ------ | ---------------------------------------------------------------------------------------- |
| 1       | Fujin Road (Baoshan)                                | Xinzhuang (Minhang)                                             | 1993          | 2007               | 36         | 28     | 2 3 4 5 7 8 9 10 11 12 13                                                                |
| 2       | East Xujing (Qingpu)                                | Pudong International Airport (Pudong)                           | 1999          | 2010               | 61         | 30     | 1 3 4 6 7 8 9 10 11 12 13 16 17                                                          |
| 3       | North Jiangyang Road (Baoshan)                      | Shanghai South Railway Station (Xuhui)                          | 2000          | 2006               | 40         | 29     | 1 2 4 7 8 9 10 11 12 13                                                                  |
| 4 pętla | Yishan Road (Xuhui)                                 | Yishan Road (Xuhui)                                             | 2005          | 2007               | 34         | 26     | 1 2 3 6 7 8 9 10 11 12 13                                                                |
| 5       | Xinzhuang (Minhang)                                 | Minhang Development Zone (Minhang) Fengxian Xincheng (Fengxian) | 2003          | 2018               | 33         | 19     | 1                                                                                        |
| 6       | Gangcheng Road (Pudong)                             | Oriental Sports Center (Pudong)                                 | 2007          | 2011               | 32         | 28     | 2 4 7 8 9 11 12 13                                                                       |
| 7       | Meilan Lake (Baoshan)                               | Huamu Road (Pudong)                                             | 2009          | 2010               | 44         | 33     | 1 2 3 4 6 8 9 12 13 16                                                                   |
| 8       | Shiguang Road (Yangpu)                              | Shendu Highway (Minhang)                                        | 2007          | 2009               | 37         | 30     | 1 2 3 4 6 7 9 10 11 12 13 Pujiang                                                        |
| 9       | Songjiang South Railway Station (Songjiang)         | Caolu (Pudong)                                                  | 2007          | 2017               | 66         | 35     | 1 2 3 4 6 7 8 11 12 13                                                                   |
| 10      | Xinjiangwancheng (Yangpu)                           | Hongqiao Railway Station (Minhang) Hangzhong Road (Minhang)     | 2010          | 2010               | 35         | 31     | 1 2 3 4 8 11 12 13 17                                                                    |
| 11      | North Jiading (Jiading) Huaqiao (Kunshan – Jiangsu) | Disney Resort (Pudong)                                          | 2009          | 2016               | 82         | 38     | 1 2 3 4 6 8 9 10 12 13 16                                                                |
| 12      | Qixin Road (Minhang)                                | Jinhai Road (Pudong)                                            | 2013          | 2015               | 40         | 32     | 1 2 3 4 6 7 8 9 10 11 13                                                                 |
| 13      | Zhangjiang Road (Pudong)                            | Jinyun Road (Jiading)                                           | 2012          | 2018               | 39         | 31     | 1 2 3 4 6 7 8 9 10 11 12 16                                                              |
| 16      | Longyang Road (Pudong)                              | Dishui Lake (Pudong)                                            | 2013          | 2014               | 59         | 13     | 2 7 11 13                                                                                |
| 17      | Hongqiao Railway Station (Minhang)                  | Oriental Land (Qingpu)                                          | 2017          | –                  | 35         | 13     | 2 10                                                                                     |
| Pujiang | Shendu Highway (Minhang)                            | Huizhen Road (Minhang)                                          | 2018          | –                  | 7          | 6      | 8                                                                                        |
| Razem   | Razem                                               | Razem                                                           | Razem         | Razem              | 673*       | 413**  | *Pujiang nie podliczany; **wspólne stacje linii nr 3 i 4 są zliczane raz w sumie łącznej |